# Schlacht bei Heliopolis (1800)
Shubrakit – Pyramiden – Salihiyya – Abukir I – al-Arisch – Jaffa – Akkon – Berg Tabor – Abukir II – Heliopolis – Alexandria I – Kairo – Alexandria II
Die Schlacht bei Heliopolis fand am 20. März 1800 bei Heliopolis nahe Kairo im Rahmen von Napoleons Ägyptenfeldzug statt. Der französische General Kléber schlug eine osmanisch-mamlukische Armee von rund 60.000 Mann vernichtend. 

## Geschichte
Napoleon war am 23. August 1799 unaufgefordert und mit vorgeschobenen Begründungen (seine Kritiker bezeichneten es als Desertion) nach Frankreich zurückgekehrt. Er verließ seine Armee, ohne sie in einem Tagesbefehl darüber zu informieren, und übertrug das Oberkommando in Ägypten seinem dienstältesten General Kléber. Im Januar 1800 unterzeichnete der osmanische Großwesir Kör Yusuf Ziyaüddin Pascha gemeinsam mit General Kléber und dem britischen Admiral Sidney Smith das Abkommen von al-Arisch, welches den vollständigen Abzug französischer Truppen aus Ägypten vorsah. Dieses Abkommen wurde von dem oberkommandierenden Admiral Lord Keith jedoch nicht ratifiziert, da er auf der bedingungslosen Kapitulation der französischen Expeditionstruppen bestand. Der Konflikt wurde wieder aufgenommen.
General Kléber schlug bei Heliopolis mit nur 11.000 Mann eine osmanisch-mamlukische Armee von rund 60.000 Mann unter dem Großwesir Kör Yusuf Ziyaüddin Pascha am 20. März 1800 vernichtend. Heliopolis war der Sieg von vier in Karrees diszipliniert geordneten Schlachtlinien, jeweils dazwischen leichte Artillerie und die Kavallerie außen an den Flügeln gegen die osmanischen Truppen, bei denen weder eine „Marschordnung noch Taktik zu erkennen war“ (Militärliteratur des 19. Jhs.). Die Divisionsgeneräle Friant, rechter Flügel, und Reynier, linker Flügel, waren die entscheidenden Kommandeure dieser Schlacht, die in der Nacht um drei Uhr begann und sich im Laufe des Tages mit Straßen- und Häuserkämpfen in die Außenbezirke von Kairo ausdehnte und mit der panikartigen Flucht des Großwesirs Richtung Syrien endete. Die Franzosen sollen dabei große Mengen an Vorrat und Ausrüstung dieses riesigen Heeres erbeutet haben.
Kléber besetzte Kairo nach Niederschlagung eines erneuten Aufruhrs wieder und bestrafte es mit einer hohen Kontribution. Am 14. Juni 1800 wurde er in Kairo von einem Muslim ermordet. Sein Nachfolger wurde Menou.